# Don Lucero
Don Lucero o Don lucero es el noveno álbum de estudio de Luis Alberto Spinetta como solista y 22º en el que tiene participación decisiva. Fue grabado y lanzado en 1989. La tapa es un dibujo original hecho por Spinetta.
Fue elegido como el mejor del año por la Encuesta Anual del Suplemento Sí del diario Clarín, en tanto que el tema «Fina ropa blanca» fue considerado el mejor de 1989. La canción también fue la única del álbum incluida por Spinetta en el histórico recital de las Bandas Eternas realizado en 2009. Pocos años antes de morir Spinetta declaró que Don Lucero y El valle interior eran los álbumes que más le gustaban de su propia carrera.
Los intérpretes son Spinetta (guitarra, voz y programación), Juan Carlos "Mono" Fontana (teclados), Horacio "Chofi" Faruolo (teclados), Didi Gutman (teclados), Guillermo Arrom (primera guitarra), Javier Malosetti (bajo) y Jota Morelli (batería).
Fue presentado los días 8 y 9 de diciembre de 1989 en el Estadio Obras Sanitarias.

## Contexto
Spinetta había lanzado el año anterior el álbum Téster de violencia que resultó ser un éxito inesperado y fue elegido por la encuesta anual de Suplemento Si de Clarín, como el mejor álbum del año, reconocimiento también extendido al tema «El mono tremendo».
El mundo y Argentina vivían momentos convulsionados. En noviembre de ese año caería el Muro de Berlín dando inicio al fin de la Guerra Fría iniciada en 1947 y a la disolución de la Unión Soviética dos años después. Comenzaba así el período histórico conocido como globalización, con la generalización de la reglas neoliberales. "Aún quedan mil muros de Berlín" cantaría poco después Spinetta en «Pies de atril» (Pelusón of milk, 1991).
En Argentina ese año se realizaron las primeras elecciones para renovar un gobierno democrático desde 1951, resultando ganador el Partido Justicialista con la candidatura presidencial de Carlos Menem. Por primera vez en la historia argentina un presidente democrático transmitía el poder a un presidente democrático de otro partido. Spinetta había participado activamente en la campaña electoral apoyando al candidato derrotado, Eduardo Angeloz de la Unión Cívica Radical. Pero al mismo tiempo en marzo había estallado un brote hiperinflacionario que hundió en la pobreza a la mayor parte de la población, a la vez que sucesivas leyes de impunidad dejaban en libertad a los criminales que habían cometido crímenes de lesa humanidad en las décadas de 1970 y 1980.

## El álbum
Luego de Téster de violencia, un álbum conceptual diseñado para provocar una reflexión sobre la violencia poniendo al cuerpo en el centro, Spinetta buscó hacer un álbum que se orientara en la dirección inversa. Parafraseando su propia reflexión, si Téster había sido un álbum para pensar, Don Lucero era un álbum para sentir:

Está centrado en los sentidos y en los sentimientos, no en el pensar. No hay ninguna historia contada. No hay narración, sino imágenes e impresiones. No es por vía del entendimiento que se ingresa a este disco, no es como en Téster de violencia que se podían realizar largas explicaciones intelectuales. Aquí en cambio, muchas letras no dicen nada. Las letras no existían de antes, guardadas en un cajón o apuntadas en una libreta, como sí fue el caso de Téster, sino que surgieron y brotaron de la música... Después de hablar del cuerpo el paso siguientes es lo transmigratorio, la no materia, lo que viene después del testeo.
Luis Alberto Spinetta

Fue el primer álbum grabado en el estudio que Spinetta instaló en su casa. Originalmente ese estudio se llamó Cintacalma; luego tomaría el nombre de La Diosa Salvaje, cuando lo ampliara y tecnificara como respuesta a la conducta conflictiva de las empresas discográficas.

### Título
El título tiene que ver tanto con la electricidad (en su significado musical) como con la luz, símbolo este último central de la obra spinetteana:

En mis canciones nombro la palabra "luz" doscientas mil veces.
Luis Alberto Spinetta

En una entrevista con Fernando Bravo coincidente con el lanzamiento del disco, Spinetta confirma que el título se refiere a la luz y precisa que la palabra "don" está usada en el sentido de "gracia" o "habilidad":

-Fernando Bravo: El otro día me explicabas en la radio que este álbum se llama Don Lucero porque es como una luz que irradia el álbum...
-Spinetta: (...) La temática de Téster de violencia (tuvo que ver) con el cuerpo y el físico, como el erotismo profundo que hay en amar, en vivir. (Este álbum busca) pasar a otro erotismo que es mucho más simbólico y que de alguna manera pertenece al terreno de la fantasmática, que es el áurea o la luz que repercute... Esa luz que son mis hijos, mi esposa Patricia, que son mis padres, mi hermana, Gustavo, toda la gente que me quiere, gente que son amigos míos que yo los siento, que en cualquier circunstancia están conmigo, como si fueran verdaderas visiones... Entonces con este disco lo que quise reflejar es ese don de iluminar. No porque Spinetta se sienta un iluminador o un iluminado, sino porque ese don lucero representa esa visión profunda que tenemos de lo más querido.

(...) El nacimiento de mis hijos fueron momentos muy don lucero.
Luis Alberto Spinetta, 1989

Originalmente Spinetta había pensado en titular el álbum con el nombre de Segba, la empresa estatal de electricidad que prestaba el servicio de luz en el Gran Buenos Aires, pero finalmente se inclinó por "don lucero", para referirse al poder de generar luz y electricidad.
Con una significación cercana, Spinetta solía referirse a los creadores musicales como "usinas" o "centrales", tal como lo hacía públicamente cuando presentaba al Mono Fontana. En la misma línea significante Eduardo "Dylan" Martí escribió en 2013 que "su mente era como la represa Corpus-Itaipú, una cosa que generaba una energía terrible".
Unánimemente el título del álbum se escribe en libros y publicaciones especializadas con la palabra "Lucero" en mayúscula. Sin embargo, tratándose de una expresión que significa "don de dar luz", las reglas gramaticales del castellano indican que el adjetivo "lucero" debería escribirse con minúscula, como Don lucero. El álbum no permite resolver el dilema porque está escrito completamente en mayúsculas.

### Tapa

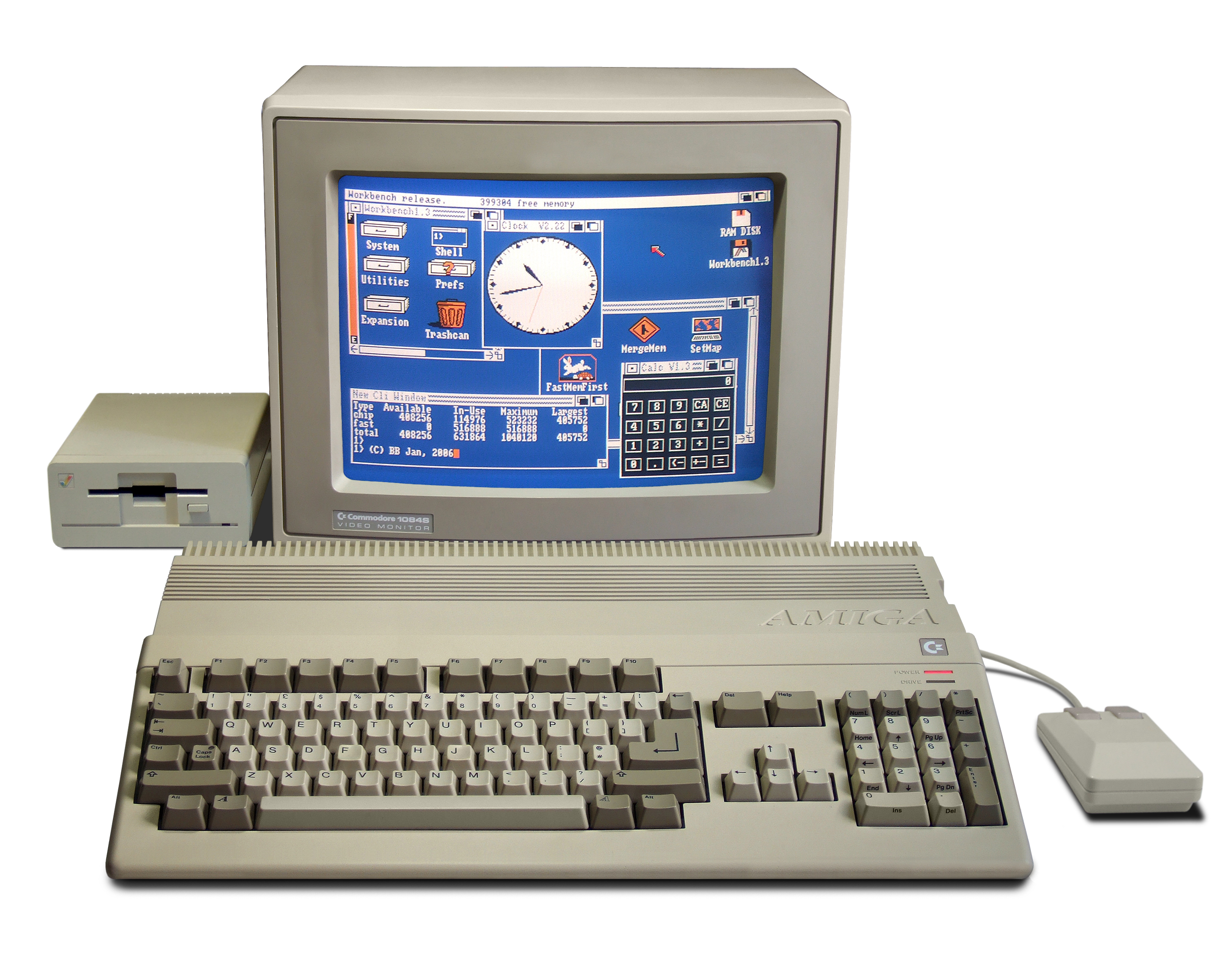
Computadora Commodore Amiga 500 de 1987, similar a la que Spinetta utilizó para hacer el dibujo de la tapa de Don Lucero.

La tapa es un dibujo de Spinetta: sobre un fondo negro una cara de forma humana brillando en un tono azulado, a la manera de un planeta o una estrella humanizada. El dibujo fue hecho con una computadora Commodore Amiga.
Spinetta había estudiado dibujo y pintura en la Escuela de Bellas Artes y dibujaba cotidianamente. La tapa del primer álbum de Almendra, el célebre "hombre de la tapa" u "hombre de la lágrima", fue un dibujo suyo. Hasta ese momento también había hecho el dibujo de la tapa del álbum El tiempo es veloz de David Lebón; luego haría también el dibujo de la tapa de su propio álbum Un mañana.
La contratapa del disco son una serie de variaciones del dibujo de la tapa. La cara interna tiene las fotografías de los músicos, tomadas por Eduardo "Dylan" Martí.

### Contenido
El álbum tiene nueve temas, cuatro del Lado 1 y cinco del Lado 2. Por cuestiones de distribución del tiempo, en el Lado 1 quedaron todas canciones más soft y directas, mientras que del Lado 2 quedaron las canciones melódica y armónicamente más duras y herméticas, otorgándole a cada lado un sonido muy diferente del otro. Al igual que en Téster de violencia, este álbum tampoco tiene temas instrumentales.
La voz de Spinetta está intencionalmente diferente, "como una foto fuera de foco" dice Eduardo Berti. Spinetta confirma el efecto:

Busqué que sugiriera un aire de contemplación de la realidad. Quise lograr otro sonido vocal, más agudo que en los últimos discos. Quise despersonalizar mi voz, como en algunos discos viejos, como cuando cantaba de modo más cambiante, según los colores que sugería cada canción.
Luis Alberto Spinetta

### Temas

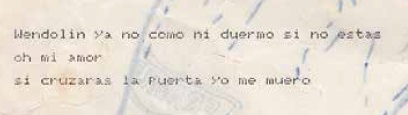
Fragmento de la letra de «Wendolin» mecanografiada por Spinetta.

El álbum tiene nueve temas, ninguno de los cuales es instrumental. El Lado 1, conocido como lado soft, agrupa los cuatro temas con melodías más tradicionales y letras más directas, mientras que el Lado 2, conocido como lado duro, reúne los cinco temas con melodías y armonías de ruptura y letras más herméticas. Spinetta es autor de todos los temas, siendo la letra de «Oboi» de Roberto Mouro y compartiendo con Chofi Faruolo la autoría de la música de «Fina ropa blanca». El álbum tiene la peculiaridad de contar en teclados, coros y otros efectos, con la participación del tecladista argentino Didi Gutman en tres temas («La melodía es en tu alma», «Es la medianoche» y «Cielo invertido»), quien más de una década y media después integraría la internacionalmente famosa banda Brazilian Girls.
El primer tema es «Oboi» (con letra de Roberto Mouro), un neologismo derivado de boy (niño) que según el propio Spinetta alude al hecho de que en el tema "está personificado el espíritu de un niño": En 2016 el bajista Javier Malosetti denunció que en todas las versiones posteriores al álbum original se había cortado tres compases y medio de los cuatro que formaban la introducción.

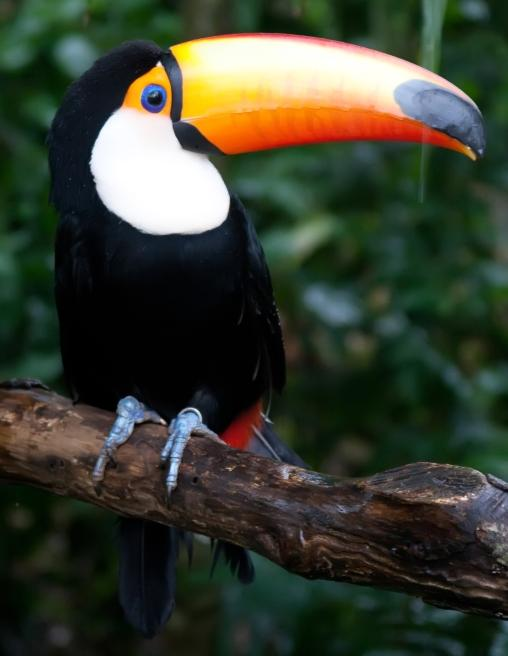
"El tucán es de una belleza tan abrumadora, de un sinsentido tan grande… Ese pico que discuerda con su propio cuerpo. No se sabe qué capricho lo metió en esa forma, pero es un capricho de belleza salvaje… El tucán es Dios, es una manifestación de Dios" (Luis Alberto Spinetta sobre «La melodía es en tu alma»).

El segundo tema es «Fina ropa blanca», uno de los puntos más altos del álbum, votado como la mejor canción del año por la encuesta anual del Suplemento Si del diario Clarín. El tema fue el único del disco seleccionado para ser interpretado en el histórico recital de Spinetta y las Bandas Eternas de 2009.
Luego viene «Wendolin» una canción de amor platónico, sobre el enamoramiento y la fantasía, "de puro candor" en palabras de Spinetta, en la que juega un papel destacado el bajo de Malosetti.
El último tema del Lado 1 es «La melodía es en tu alma» influenciada por las ideas musicales de John Cage expuestas en el libro Para los pájaros, sobre el valor musical de la naturaleza y las aves en particular:

Yo mirar
todo se da sin ver
de que manera el viento es
eterno guante en piel celeste de tucán
«La melodía es en tu alma», Luis Alberto Spinetta

El Lado 2 es denso y hermético. El crítico musical Cristian Vitale recuerda la atmósfera que generaron estos temas "duros" de Spinetta en la presentación del álbum en Obras:

Obras se transformó en un colchón receptor de sonidos viscosos, trabados, profundos. Cómo olvidar «Un sitio es un sitio», «Es la medianoche», «Un gran doblez» y «Cielo invertido», tocados –casi– en hilera. Temas que fueron macerando con el tiempo –algunos increíbles, como «Es la medianoche»–, pero que escuchados de golpe –y sin el disco en casa– fue como clavarse un fondo blanco de ginebra en ayunas.
Cristian Vitale

Comienza con «Divino presagio», un tema rápido que declara en su letra la intención de Spinetta de hacer un disco para sentir y no para pensar: "quiero sentir así, ya no quiero aprender".
Sigue «Un sitio es un sitio» un tema caracterizado por la reiteración y un clima de monotonía con dos partes bien diferenciadas.
El séptimo tema se titula «Es la medianoche» que vuelve a afirmar el eje puramente sensorial del álbum diciendo "esto no se explica, ni al principio, ni al final". La canción fue utilizada para realizar el primer videoclip solista de Spinetta, con dirección de Dylan Martí.
La anteúltima canción es «Un gran doblez», una marcha lenta y mecánica con un casi constante solo de guitarra eléctrica de fondo.
El álbum finaliza con «Cielo invertido» descrito por la música Audia Valdez como "un sueño extraño al escuchar esa música, esas palabras aparentemente inconexas, esa palabra prohibida... con esa intro misteriosa de backs irreales, de gemidos que parecían sapos o demonios descompuestos. Para cuando se hizo el silencio del final del track sabía que ahora sí estaba escuchando de verdad, que todo lo que había oído antes eran apenas sombras planas: esos teclados de sonidos extraños y esas palabras lo atravesaron todo".

### Video
Uno de los temas del álbum, «Es la medianoche», fue utilizado para realizar un videoclip dirigido por Dylan Martí, el primero que realizaban juntos y el primero también realizado por Spinetta como solista. En el mismo actúa Valentino Spinetta cuando tenía nueve años.

## Lista de temas
1. «Oboi», 5:10 (letra: Roberto Mouro; música: Luis A. Spinetta)
2. «Fina ropa blanca», 5:15 (Spinetta y Faruolo)
3. «Wendolin», 4:20
4. «La melodía es en tu alma», 6:25
5. «Divino presagio», 4:05
6. «Un sitio es un sitio», 4:39
7. «Es la medianoche», 3:18
8. «Un gran doblez», 5:27
9. «Cielo invertido», 6:12

Todos los temas fueron compuestos exclusivamente por Luis Alberto Spinetta, excepto los dos primeros, compuestos en coautoría.

## Músicos
- Guillermo Arrom: guitarra.
- Horacio "Chofi" Faruolo: teclados.
- Juan Carlos Mono Fontana: teclados.
- Didi Gutman: teclados.
- Javier Malosetti: bajo.
- Jota Morelli: batería.
- Luis Alberto Spinetta: guitarras, voces y programación.

## Arte
- Spinetta: arte digital (con una Commodore Amiga).
- Claudio Clota Ponieman: diseño gráfico.